# Fritz Luchsinger
Fritz Luchsinger (8. března 1921 – 28. dubna 1983, Šiša Pangma, Čína) byl švýcarský horolezec. V roce 1956 byl Luchsinger členem Švýcarské horolezecké expedice na Mount Everest a Lhoce. Krátce po příjezdu do Nepálu ocemocněl zánětem slepého střeva. Nakonec se Luchsinger vyléčil bez operace, jen za použití antibiotik. Expedice poté postavila několik výškových táborů a 18. května stanuli Luchsinger a jeho spolulezec Ernst Riess na vrcholu čtvrté nejvyšší hory světa Lhoce, zatímco zbytek expedice provedl o pět dní později druhý úspěšný výstup na nejvyšší horu světa Mount Everest. V roce 1980 dokázal Luchsinger zdolat Dhaulágirí. O tři roky později zahynul při pokusu o výstup na nejnižší osmitisícovku Šiša Pangmu.

## Úspěšné výstupy na osmitisícovky
- 1956 - Lhoce (8 516 m n m.)
- 1980 - Dhaulágirí (8 167 m n m.)